# Пеллерин, Чарльз Дж.
Пеллерин, Чарльз Дж. (англ.  Charles J. Pellerin ), (11 декабря 1944 года— до наших дней) — американский учёный, астрофизик. Автор 4D — системы в управлении и создании команд.

## Биография

### Образование
В 1967 году Чарльз Пеллерин получил степень бакалавра физики в Дрексельском университете.
В 1970 году Чарльз Пеллерин был удостоен высшей денежной награды Космического центра Годдарда НАСА за патент двухкомпонентного феррозондового магнитометра.  Работы Чарли публиковались в научном журнале IEEE Transactions. 
В 1975 году в Католическом университете Америки (англ. The Catholic University of America) он получил докторскую степень в области физики и астрофизики за публикации в журналах Solar Physics и Astrophysical Journal.
В 1982 году он закончил экстренный курс Гарвардской школы бизнеса в области программ управленческого развития.

### Работа в НАСА
После получения степени бакалавра Чарльз Пеллерин работал в НАСА. С 1967 Чарли работал в Центре космических полётов Годдарда, сначала в должности инженера-изобретателя, затем, исследователя в области астрофизики.
В 1983 году Чарльз Пеллерин был назначен директором НАСА по астрофизике. За эту работу он был награждён медалью НАСА "За выдающееся лидерство". Ему принадлежит изобретение и разработка программы «Больших обсерваторий». За эту деятельность Чарли был удостоен высочайшей награды Американского астрономического общества "Space Flight Award".
В 1993 году Пеллерин стал профессором и начал преподавать лидерство в бизнес-школе Колорадского университета. Он разработал курс "Лидерство 21-го века" для студентов старших курсов, учащихся по программе МБА и руководителей.
В 1995 году Чарли основал тренинговую компанию "4-D Systems".
В 2007 году вместе со своей командой Пеллерин получил награду "Prism Award" от Международной Федерации Коучинга "за совершенство и достижения в бизнесе".

## Патенты
10 декабря 1968 года. Чарльз Пеллерин, в соавторстве с Марио Акуна запатентовал двухосевой феррозондовый Магнитометр. За это изобретение Пеллерин в марте 1969 года получил Scientific and Engineering Technical Award от Центра космических полётов Годдарда.

## 4D система
Эта система предназначена для создания эффективных команд, а также для лидеров, которые руководят этими командами.

## Публикации
- Elemental Abundances in the August, 1974 Solar Flare в журнале "Solar Physics"[1]
- Large Scale Galactic Magnetic Field Structures" в журнале "Astrophysical Journal"
- «How NASA Builds Teams». Опубликована в издательстве John Wiley & Sons 3 июня 2008 г. В России перевод книги осуществила академия управления "ЭРФОЛЬГ"

## Рекомендуемая литература
- Интервью с Чарльзом Пеллерином в ASK Magazine Архивная копия от 14 июля 2014 на Wayback Machine
- Интервью с Доктором Пеллерином в Critical. Authoritative. Strategic. Архивная копия от 15 июля 2014 на Wayback Machine

1. ↑  Heavy solar cosmic rays in the January 25, 1971 solar flare. Дата обращения: 3 октября 2017. Архивировано 8 июня 2018 года.